# Jean Arthur
Jean Arthur, właśc. Gladys Georgianna Greene (ur. 17 października 1900 w Plattsburghu, zm. 19 czerwca 1991 w Carmel-by-the-Sea) – amerykańska aktorka, nominowana do Oscara za rolę w filmie Wesoły sublokator. Była jedną z największych gwiazd lat 30. Karierę rozpoczynała jako modelka, a następnie aktorka filmów niemych. Zasłynęła ze swych zdolności komediowych i charakterystycznego, zachrypniętego głosu.
Do historii przeszła jej współpraca z reżyserem Frankiem Caprą przy jego trzech filmach: Pan z milionami, gdzie zagrała u boku Gary'ego Coopera oraz Cieszmy się życiem i Pan Smith jedzie do Waszyngtonu, w których stworzyła duet z Jamesem Stewartem. Do ważnych produkcji w jej dorobku należą ponadto Tylko aniołowie mają skrzydła Howarda Hawksa z główną rolą Cary'ego Granta, film Billy'ego Wildera Sprawy zagraniczne czy western George'a Stevensa Jeździec znikąd. Występowała również na Broadwayu i w telewizji. Była dwukrotnie zamężna. Jej pierwsze małżeństwo z Julianem Ankerem zostało anulowane już po jednym dniu. W 1932 roku poślubiła producenta Franka Rossa. Rozwiedli się w 1949 roku.

## Filmografia
- 1924: Żelazny koń
- 1929: Zemsta doktora Fu Manchu
- 1938: Cieszmy się życiem
- 1953: Jeździec znikąd